# Ronnie Mathews
Ronnie Mathews (* 2. Dezember 1935 in New York City; † 28. Juni 2008 in Brooklyn, New York) war ein US-amerikanischer Jazzpianist.

## Leben und Wirken
Mathews begann elfjährig mit dem Klavierspiel, studierte 1954 bei Hall Overton und beendete 1959 die Ausbildung an der Manhattan School of Music. Mitte der 1950er Jahre trat er mit Max Roach auf, nahm 1963 eine japanische Filmmusik mit ihm auf, 1964/65 war er in Freddie Hubbards Band und 1964 an der Aufnahme des Albums Breaking Point beteiligt. 1965/66 arbeitete er mit Freddie Hubbard und Roy Haynes und war Ende der 1960er Jahre Mitglied von Art Blakeys Jazz Messengers; er tourte 1968/69 mit ihm und anderen durch Europa und Japan. Anfang der 1970er Jahre war er Privatdozent an der Long Island University, tourte mit Dexter Gordon (Tokyo 1975, Homecoming: Live at the Village Vanguard, 1977) und wirkte ab 1972 an mehreren Alben von Louis Hayes und seinem Sextett mit; ab 1974 spielte er mit Clark Terrys Big Band und Quartett. Wegen Drogenproblemen musste er Ende der 1960er Jahre zunächst seine Karriere unterbrechen.
Mathews trat Mitte der 1970er Jahre auf mehreren Newport/New York Festivals auf und leitete für New Yorker Schüler ein Antidrogenprogramm, das Musik als positive soziale Alternative anpries.
Von 1978 bis 1982 war er Mitglied des Johnny Griffin Quartet und begleitete ihn auf seinem Comebackalbum Return Of The Griffin. Seit den 1980er-Jahren leitete Mathews eigene Formationen, mit denen er in den USA und Europa auftrat und er trat mit den eigenen Alben Roots Branches & Dances und Legacy, mit Bill Hardman, Jimmy Cobb, Ricky Ford und Walter Booker hervor. Außerdem tourte er mit Freddie Hubbard und mit Dizzy Gillespies United Nations Band. 1989 war er Pianist in dem Broadway-Musical Black and Blue, das mit einem Tony Award ausgezeichnet wurde.
1990 arbeitete er an Spike Lees Film Mo' Better Blues an der Filmmusik mit.
Nachdem er Anfang der 1990er Jahre in Clifford Jordans Bigband gespielt hatte, war er acht Jahre lang Mitglied der Band von T. S. Monk. Matthews arbeitete als Lehrer an der New Yorker New School. Er verstarb infolge eines Krebsleidens.
Mathews wurde von den Bandleadern des Hardbop Blakey, Roach und Haynes geschätzt und sieht seine und die unerlässliche Grundlage des modernen Jazz im „klassischen“ Bebop Stil.

## Diskografische Hinweise
- Ronnie Mathews/Roland Alexander/Freddie Hubbard (Prestige Records, 1961–63)
- Doin' the Thang (Prestige Records, 1963) mit Charles Davis, Albert „Tootie“ Heath, Freddie Hubbard, Eddie Khan
- Trip to the Orient mit Louis Hayes, Yoshio Suzuki, 1975
- Roots, Branches and Dances mit Ray Drummond, Al Foster, Frank Foster, Azzedin Weston, 1978
- Legacy mit Ricky Ford, Bill Hardman, Walter Booker, Jimmy Cobb, 1979
- Song for Leslie mit Ray Drummond, Kenny Washington, 1980
- So Sorry Please mit Ray Drummond, Alvin Queen, 1985
- Selena's Dance (Timeless Records, 1988) mit Stafford James, Tony Reedus
- At Cafe Des Copains (Sackville, 1989) solo
- Dark Before the Dawn (DIW Records, 1990) mit Ray Drummond, Billy Higgins
- Lament for Love (1992) mit Frank Gant, David Williams
- Once I Love (2001) mit Walter Booker, Alvin Queen